# Wojcieszyn (przystanek kolejowy)
Wojcieszyn (biał. Вайцешын, ros. Войтешин) – przystanek kolejowy w miejscowości Wojcieszyn, w rejonie bereskim, w obwodzie brzeskim, na Białorusi. Leży na linii Bronna Góra – Białooziersk, obok drogi republikańskiej R136.